# Oleg Mitjaev
Oleg Jur'evič Mitjaev, noto anche con lo pseudonimo di Barkas (in russo Олег Юрьевич Митяев?; sovente trascritto all’inglese anche come Oleg Mityaev; Orenburg, 1974 – Mariupol', 15 marzo 2022), è stato un generale russo ucciso dalle forza di difesa ucraine durante la battaglia di Mariupol'.

## Biografia
Diplomatosi nel 1991 presso la Scuola militare "Suvorov", nel 1995 esce dalla scuola avanzata interarmi "M.V. Frunze" di Omsk. Successivamente frequenta l'Accademia militare interforze uscendone nel 2009 e infine l'Accademia dello stato maggiore generale interforze.
Dal 1995 al 2007 ha percorso la propria carriera da comandante di plotone a capo di stato maggiore del reggimento d'assalto aereo della divisione aviotrasportata del distretto militare del Caucaso Settentrionale. 
Nel periodo tra il 2009 e il 2013 ha servito in posizioni di comando nella 31ª Brigata d'assalto aereo. Da giugno 2013 a marzo 2015 è stato comandante della 11ª Brigata d'assalto aereo delle guardie.
Secondo il controspionaggio dello SBU (il Servizio di sicurezza dell'Ucraina), da ottobre 2015 a novembre 2016, Mitjaev avrebbe prestato servizio nella città di Kal'mius'ke (fino al maggio 2016 chiamata: Komsomol's'ke) come comandante della 1ª Brigata fucilieri motorizzata del 1º Corpo d'armata della RDP con lo pseudonimo di colonnello (poi maggior generale) Nikolaj Nikolaevič Dygalo detto «Varavva» (Barabba).
Dopo la rotazione dall’Ucraina, con decreto del presidente della Federazione Russa n. 276 dell’11 giugno 2016, Mitjaev viene promosso maggior generale e, dal 13 dicembre 2016, passa a comandare la 201ª Base militare russa in Tagikistan (la più grande struttura militare al di fuori della Russia, di stanza nelle città di Dušanbe e Kurgan-Tyube) presso la quale rimane sino al 2018.
Successivamente ha ricoperto la posizione di vicecomandante del gruppo di truppe delle forze armate russe in Siria, per poi essere nominato, nel 2020, comandante della 150ª Divisione fucilieri motorizzata. 
Sempre secondo gli ucraini sarebbe stato ucciso dopo aver precedentemente liquidato altri 7 “baschi amaranto” della 1ª Unità speciale delle Forze interne "Vitjaz'" aggregate alla Divisione "Dzeržinskij" (ODON) della Guardia nazionale , nonché il quarto generale russo morto in combattimento dall’inizio delle ostilità dopo Andrej Suchoveckij, Vitalij Gerasimov e Andrej Kolesnikov.
Secondo fonti ucraine del 2023, il generale sarebbe ancora vivo e promosso a primo vicecomandante e capo di stato maggiore della 20ª Armata combinata. Nel dicembre 2024 Mitjaev è stato promosso a tenente generale.